# Łochyńsko
Łochyńsko [pronunciación en polaco: /wɔˈxɨɲskɔ/] es un pueblo ubicado en el distrito administrativo (gmina) de Rozprza, dentro del distrito de Piotrków, voivodato de Łódź, Polonia. Según el censo de 2011, tiene una población de 641 habitantes.
Está ubicado aproximadamente a 1.5 kilómetros al este de Rozprza, a 12 kilómetros al sur de Piotrków Trybunalski, y a 56 kilómetros al sur de la capital regional, Łódź.